# Göran Järvefelt
Göran Järvefelt (* 3. August 1947 in Edsbyn, Hälsingland; † 30. November 1989 in Stockholm) war ein schwedischer Regisseur und Schauspieler. 

## Werdegang
Nach der Schauspielausbildung am Königlichen Dramatischen Theater in Stockholm wirkte er dort acht Jahre, bevor er sich zu einer freiberuflichen Karriere entschied. Er war von 1977 bis 1979 als Chefregisseur am Musiktheater im Revier in Gelsenkirchen tätig. Zwischen 1977 und 1989 arbeitete er in der Regel mit dem Ausstatter Carl Friedrich Oberle. Dieses Team erlangte international Ruhm für seine Operninszenierungen zahlreicher Werke von Wolfgang Amadeus Mozart, Richard Strauss, Richard Wagner, Claudio Monteverdi, Engelbert Humperdinck, Jacques Offenbach, Francis Poulenc, Gioachino Rossini, Antonio Salieri, Alessandro Stradella, Kurt Weill und Giuseppe Verdi.
1979 erarbeitete Järvefelt die Inszenierung von Mozarts Don Giovanni im Schlosstheater Drottningholm.
Als Schauspielregisseur realisierte er Werke von Henrik Ibsen, Aristophanes, Austregésilo de Athayde (1898–1993) und William Shakespeare.
Järvefelt inszenierte in Schweden, Norwegen, Dänemark, Deutschland, Holland, der Schweiz, Frankreich, England, den USA, Italien und Kanada.
1989 starb er an den Folgen eines Hirntumors.

## Filmografie
- 1976: Sjung vackert om kärlek als Doktor (Schauspieler)
- 1981: Le nozze di Figaro (TV, Opern-Regisseur)
- 1982: Lysistrate (TV, Schauspiel-Produzent)
- 1984: Così fan tutte (TV, Opern-Produzent)
- 1986: The Magic Flute  (TV, Opern-Inspizient)
- 1987: La clemenza di Tito (TV, Produzent und Regie)
- 1988: Christina (TV, Opern-Regisseur)
- 1988: La finta giardiniera (TV, Opern-Regisseur)
- 1989: Die Zauberflöte (TV-Komödie) (Opern-Regisseur)
- 1991: Don Giovanni (im Fernsehen posthum, Produzent und Regie)
- 1994: Così fan tutte (im Fernsehen posthum, Opern-Regisseur)